# Tour de Bretagne 2009
Die 43. Tour de Bretagne fand vom 25. April bis 1. Mai 2009 statt. Das Radrennen wurde in sieben Etappen über eine Distanz von 977,4 Kilometern ausgetragen. Das Rennen war Teil der UCI Europe Tour 2009 und in die Kategorie 2.2 einstuft.

## Etappen
| Etappe    | Tag       | Start – Ziel                    | km    | Etappensieger     | Führender         |
| --------- | --------- | ------------------------------- | ----- | ----------------- | ----------------- |
| 1. Etappe | 25. April | Nantes – Vallet                 | 159,4 | Dennis van Winden | Dennis van Winden |
| 2. Etappe | 26. April | Treffieux – Fougères            | 153,3 | Julien Fouchard   | Julien Fouchard   |
| 3. Etappe | 27. April | Fougères – Saint-Cast-le-Guildo | 161   | Laurent Mangel    | Julien Fouchard   |
| 4. Etappe | 28. April | Matignon – Perros-Guirec        | 156,2 | Sander Armée      | Julien Fouchard   |
| 5. Etappe | 29. April | Saint-Brieuc – Ploeren          | 169,9 | Jimmy Engoulvent  | Julien Fouchard   |
| 6. Etappe | 30. April | Douarnenez (EZF)                | 024   | Timofei Krizki    | Julien Fouchard   |
| 7. Etappe | 1. Mai    | Douarnenez – Quimperlé          | 153,6 | Sander Armée      | Julien Fouchard   |